# Валентин Карбони
Валентин Карбони (шп. Valentín Carboni; Буенос Ајрес, 5. март 2005) је аргентински фудбалер који тренутно наступа за милански Интер. Игра на позицији офанзивног везног играча.

## Успеси
Интер примавера
- Шампионат Италије - Примавера 1 (1) : 2021/22.[5]

 Интер
- Куп Италије (1) : 2022/23.[6]
- Суперкуп Италије (1) : 2022.[7]
- Лига шампиона: (финале: 2022/23)[8]

 Аргентина
- Копа Америка (1) :  2024.[9]